# Майский (Вологодский район)
Майский — посёлок в Вологодском районе Вологодской области. Административный центр Майского сельского поселения и Рабоче-Крестьянского сельсовета.

## География
Расстояние до районного центра Вологды по автодороге — 9,6 км. Ближайшие населённые пункты — Дудинское, Княгинино, Дмитриево, Ивлево, Хреново, Сальково, Панькино.

## История
С 1 января 2006 года по 8 апреля 2009 года был центром Рабоче-Крестьянского сельского поселения.
В посёлке находится Детско-юношеская спортивная школа «Олимп».

## Население
По переписи 2002 года население — 2353 человека (1085 мужчин, 1268 женщин). Преобладающая национальность — русские (98 %).

## Русская православная церковь
- Часовня в честь Введения во Храм Пресвятой Богородицы[7]